# イギリス政府
国王陛下の政府（こくおうへいかのせいふ、英: His Majesty's Government）は、グレートブリテン及び北アイルランド連合王国の中央政府。一般にはイギリス政府（イギリスせいふ、英国政府、えいこくせいふ、英: British Government）と呼ばれる。
国王または女王（現在は国王チャールズ、在位: 2022年9月8日 - ）に任命された首相とその首相の指名により国王が任命した大臣によって率いられる。首相および他の最上級大臣らは最高意思決定機関である内閣に所属する。首相は首都ロンドンのウェストミンスター区にあるダウニング街10番地を拠点にしており、内閣の閣議もこの場所で開かれる。また、大半の政府機関は同区のホワイトホール地区に設置されている。

## 概要
イギリスの憲法では、君主とともに行政執行機関を設置することになっているが、現在は慣例上、行政の権力は首相および内閣によってのみ、あるいはそれらの助言をもって行使されている。内閣の構成員は枢密院の一員として君主へ助言を行うか、あるいは中央省庁の長として直接的に行政権を行使する。
政府の閣僚は通例、全員が英国議会（下院：庶民院、上院：貴族院）の議員で構成され、その説明責任を有する。政府は議会に頼りつつ、第一次立法を制定する。これは実際には「政府は少なくとも5年毎に改選を求めなければならないこと」を意味している。君主は議会で多数を占める政党の党首を首相に任命する。
英国議会は議院内閣制のモデルとなっているウェストミンスター・システムを考案し、これは今日までに世界中で最も広く採用されている議会制民主主義の政治システムの基礎となっている。イギリス連邦の加盟国（または旧加盟国）など、多数の国々がウェストミンスター・システムを実践している。
現首相は、労働党党首のキア・スターマーである。2024年の総選挙で地滑り的勝利を収め、14年ぶりの労働党政権が誕生した。

## 政府の権限
英国政府は、行政権、委任立法権、その他多くの任命権や保護権を有する。一方で、法的にある程度は政府から独立した、公務員による組織が強力な権限を有する場合もあり（例: 裁判官、地方行政府、慈善事業委員会など）、英国政府の権力は、コモン・ローあるいは、英国議会での議員立法により承認および制限され、君主により保持される。あるいは、承認または制限されたり法令上、制限が加えられる。これらの実務上および手続き上の制限は、裁判所においても違憲審査権により強制力を有する。

## 行政機関
英国政府の閣僚は、24の大臣省および執行機関に勤務する、総計およそ47万人の公務員およびその他の職員により支えられている。加えて、26の非大臣省が更に広範囲の行政分野を担当している。